# Ashtabula
Ashtabula je město v USA, nacházející se ve státě Ohio. Jedná se o významný uhelný přístav u Erijského jezera (anglicky Lake Erie) v ústí řeky Ashtabula, severovýchodně od Clevelandu. V období II. světové války byl tento vnitrozemský přístav strategickým místem, ze kterého byly vypravovány konvoje se zásobami vojenského materiálu. Přístavní pamětní deska uvádí, že z 250 tisíc lidí vypravených těmito konvoji, činily ztráty na životech 19 tisíc osob.
Podle sčítání lidu v roce 2000 mělo 20 962 obyvatel. Jediným partnerským městem Ashtabuly je slovenské město Bardejov.